# تروریسم در برزیل
تروریسم در برزیل (انگلیسی: Terrorism in Brazil) از سال‌های ۱۹۴۰ توسط تروریست‌های ژاپنی شروع شده‌است. در زمان دولت نظامی برزیل همه مخالفین رژیم نظامی تروریست نامیده می‌شدند. گروه‌های تروریست اسلامی نیز در برزیل فعال هستند.

## سازمان‌های ترور

### شیندو رنمی
شیندو رنمی یک سازمان تروریستی ژاپنی- برزیلی است که تهاجماتش بر روی مقاومت در مقابل تسلیم ژاپن در انتهای جنگ جهانی دوم متمرکز است، تهاجمات همچنین علیه سایر گروه‌های ژاپنی- برزیلی انجام شدند.

### گروه‌های ترور اسلامی
بر اساس پلیس فدرال برزیل، حداقل ۷ گروه ترور اسلامی در برزیل فعال هستند. این گروه‌ها در داخل خاک برزیل و در مرز پاراگوئه و آرژانتین با برزیل عمل می‌کنند:
- القاعده
- گردان رسانه‌ای جهادی
- حزب‌الله
- حماس
- الجماعة الاسلامیه
- گروه جنگجوی اسلامی مراکش

## دوران دولت نظامی برزیل
دوران دولت نظامی برزیل در سال‌های ۱۹۶۴ تا ۱۹۸۵، واژه تروریسم به صورت گسترده توسط دولت مورد استفاده قرار می‌گرفت. همه اشکال مخالفت با رژیم نظامی به عنوان تروریسم محسوب می‌شد، به اعضای گروه‌های مخالف نیز تروریست خطاب می‌شد.
در سال ۱۹۸۱ تروریسم راست‌گرا صورت گرفت و به عنوان روز تهاجم ریوسنترو در ماه مه ۱۹۸۱ شناخته شد.

## حال حاضر
در ژوئیه ۲۰۱۶ دو هفته قبل از شروع بازی‌های المپیک برزیل، پلیس فدرال برزیل، طرح یک گروه جهاد اسلامی را که قصد انتقام سخت شبیه به قتل‌عام مونیخ در سال ۱۹۷۲ را داشت با شکست مواجه کرد. ۱۰ نفر که با داعش همکاری می‌کردند دستگیر شدند و دو نفر دیگر فرار کردند. آنها قصد تهاجم به ورزشکاران انگلیس، آمریکا و فرانسه و اسرائیل را با استفاده از هواپیمای بدون سرنشین با مواد سمی یا انفجاری را داشتند.

## واکنش‌ها و تلاش‌های ضدتروریسم
در دولت برزیل ۴ قانون ضدتروریسم در کنگره معوق مانده‌است:
- عدم پذیرش ویزا: در سال ۲۰۱۱ قانونی تدوین شد که بر اساس آن به افراد خارجی که در کشورهای دیگر متهم به عمل تروریستی هستند ویزا داده نشود یا از کشور اخراج شوند.
- تروریسم در خلال جام جهانی: در سال ۲۰۱۱ قانونی تدوین شد که به موجب آن هر گونه عمل جنایی خاص شامل تروریسم در جریان جام جهانی را مورد بررسی قرار می‌داد.
- بروز کردن مجازات‌های کیفری: قانون سال ۲۰۱۲ قوانین جزایی برزیل به این خاطر تدوین شد که سرخط قوانین محکوم کردن جنایت‌های تروریستی را بروز کند.
- تعریف تروریسم: قانون سال ۲۰۱۳ به این خاطر تدوین شد که تروریسم را در قانون اساسی برزیل تعریف کند.

## انتقاد
تعداد زیادی از مهاجرین کشورهای خاورمیانه در ناحیه‌ای نزدیکی مرز پاراگوئه، آرژانتین متمرکز شده‌اند. برخی از مقاماتی که این منطقه را مانیتور می‌کنند اظهار می‌دارند که برزیل باید بیش از این در جنگ علیه تروریسم بین‌المللی شرکت کند.